# Paralympiska sommarspelen 2012

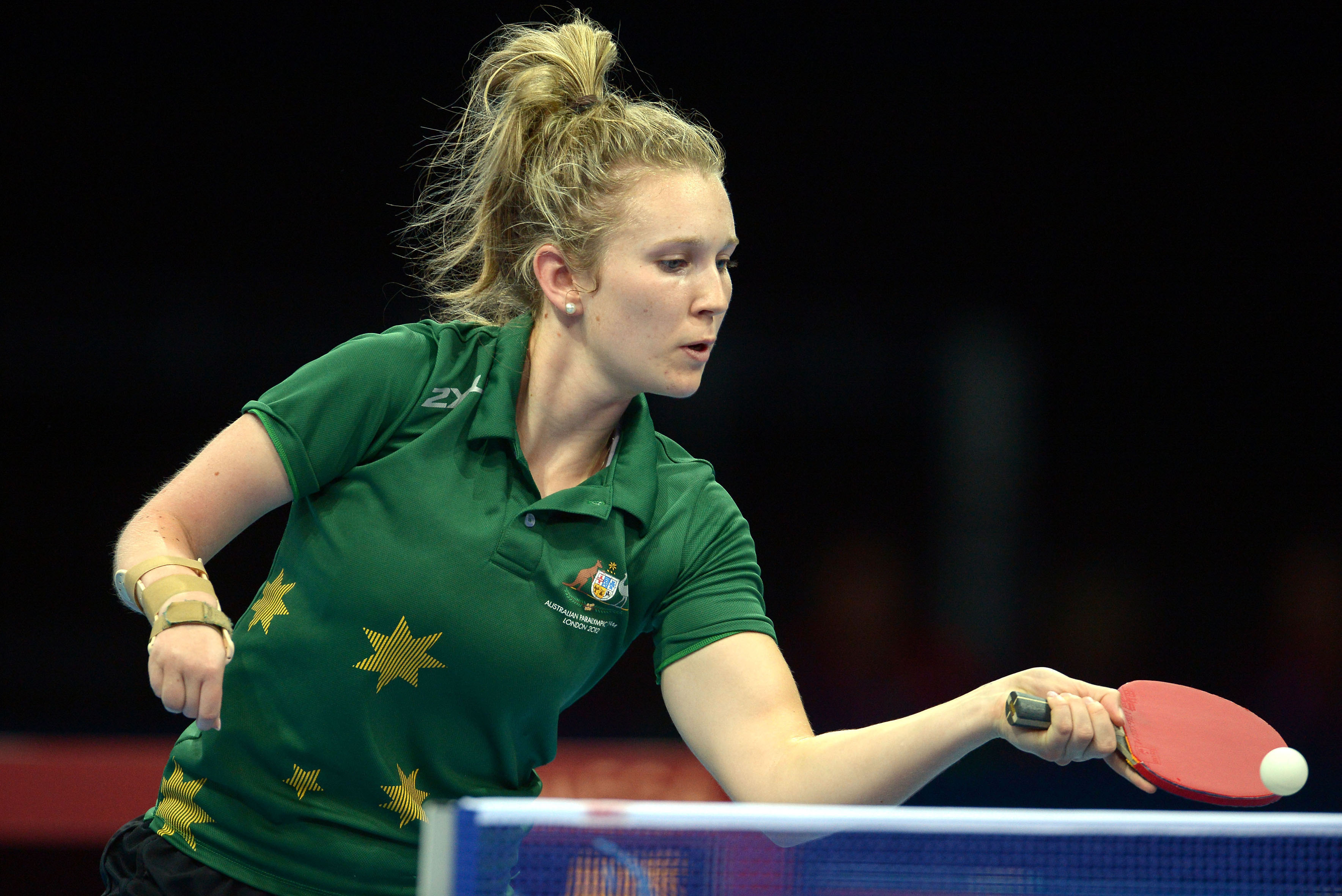
Melissa Tapper tävlade i bordtennis under spelen.

Paralympiska sommarspelen 2012 hölls i London i Storbritannien den 29 augusti-9 september 2012, och blev de fjortonde paralympiska sommarspelen.

## Arenor
Huvuddelen av arrangemanget avgjordes i den olympiska parken som byggs för de olympiska och paralympiska spelen. Där höll nio idrotter till:
- Bågskytte
- Bancykling
- Friidrott
- Fotboll
- Goalball
- Rullstolsfäktning
- Rullstolsrugby
- Rullstolstennis
- Simning

I ExCel Center avgjordes ytterligare fem idrotter:
- Boccia
- Judo
- Tyngdlyftning
- Bordtennis
- Rullstolsbasket

Grenarna inom sportskytte använde sig av Royal Artillery Barracks i Woolwich och cyklingen av Regent's Park i London. Grenarna inom hästdressyr avgjordes i Greenwich Park där också volleyboll hade en arena.